# Maria Kolabińska

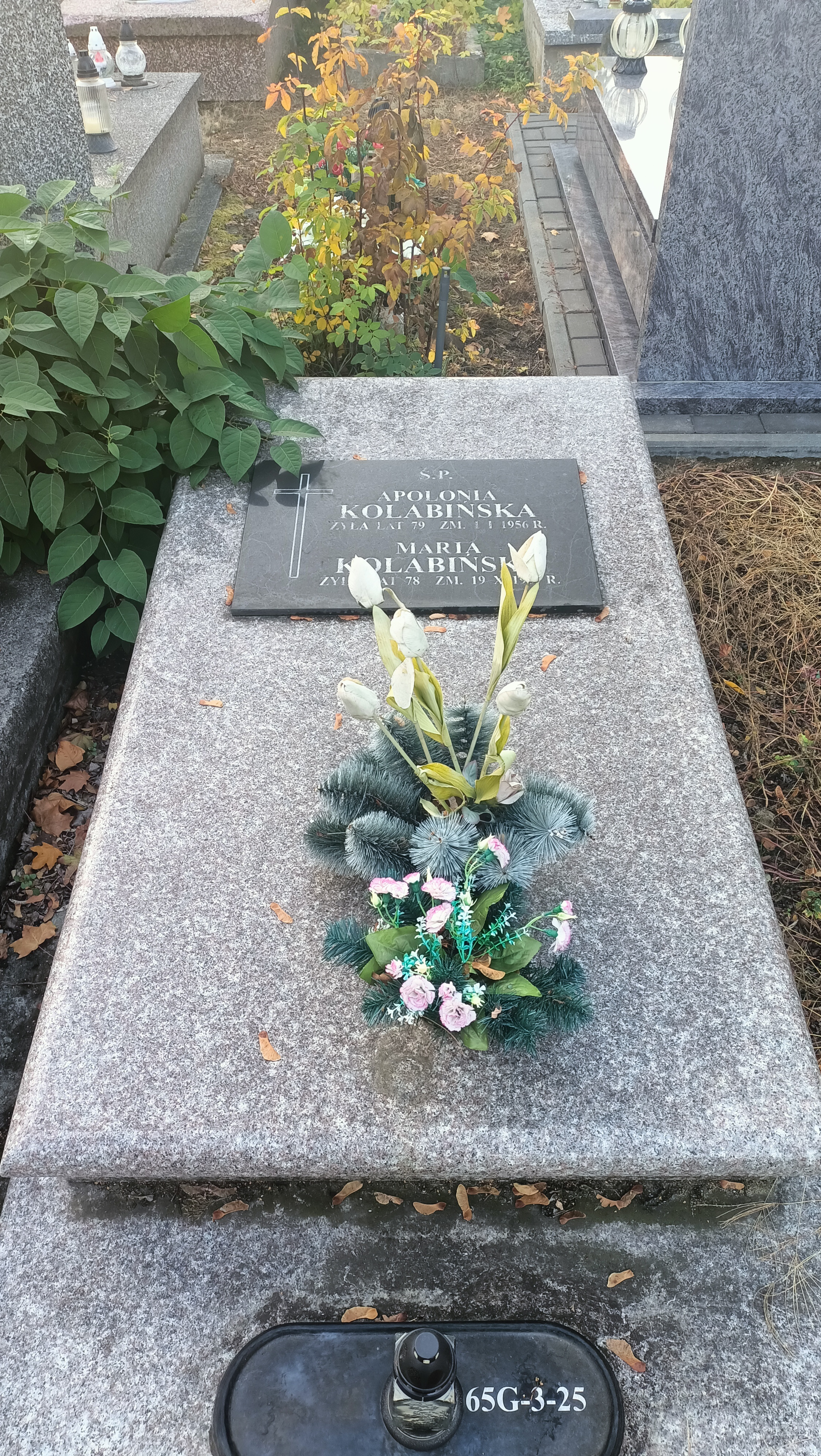
Grób Marii Kolabińskiej na Cmentarzu Bródnowskim w Warszawie

Maria Kolabińska (ur. 18 sierpnia 1879 w Kaliszu, zm. 19 października 1957 w Warszawie) – polska socjolog, jedna z pierwszych kobiet w polskiej socjologii, urzędnik.

## Życiorys
Była jedną z czwórki rodzeństwa, córką Franciszka (złotnika) i Teresy z Ogrodnickich. Uczyła się w żeńskim gimnazjum w Kaliszu, ale maturę zdała eksternistycznie w gimnazjum męskim w tym mieście w 1899. Wraz z siostrą Apolonią prowadziła do 1903 lub 1905 tajną pensję dla dziewcząt w Kaliszu. W 1905 rozpoczęła naukę na Wydziale Filozoficznym Uniwersytetu Jagiellońskiego. Od 1907 przeniosła się na Faculté de Droit et des Lettres Uniwersytetu w Lozannie. Była uczennicą Vilfredo Pareto i pod jego kierunkiem napisała rozprawę doktorską La circulation des élites en France. Étude historique depuis la la fin du XIe siècle jusqu à la Grande Révolution. 15 maja 1912 otrzymała dyplom doctèures sciences socials i wkrótce powróciła do Polski. Zatrudniła się w warszawskim Biurze Pracy Społecznej, agendzie Towarzystwa Popierania Pracy Społecznej, gdzie pracowała pod kierownictwem Władysława Grabskiego. W trakcie okupacji niemieckiej straciła w 1915 pracę i wróciła do Kalisza, gdzie nauczała w szkole swej starszej siostry. Latem 1919 ponownie pojechała do Warszawy, gdzie dostała pracę w Ministerstwie Pracy i Opieki Społecznej. Pracowała w dziale Inspekcji Pracy jako podinspektor. Od 1928 do 1939 kierowała referatem ochrony pracy kobiet i młodocianych (po Halinie Krahelskiej).Szczególnie interesowała się losem chronionych grup w przemyśle.
Podczas okupacji niemieckiej pracowała w Stołecznym Komitecie Pomocy Dzieciom i Młodzieży (potem Dział Opieki nad Dziećmi). Po upadku powstania warszawskiego została ewakuowana z miasta, ale już w maju 1945 do niego powróciła. Pracowała do emerytury (1951) w Ministerstwie Pracy i Opieki Społecznej. W 1947 uczestniczyła w Międzynarodowej Konferencji Pracy w Genewie (polskiej delegacji przewodniczył wówczas minister Kazimierz Rusinek). Nie angażowała się w sprawy polityczne. Musiała otrzymywać swoją starszą siostrę, gdyż komuniści nie przyznali jej świadczeń emerytalnych. Nie założyła rodziny i pozostała panną. 
Zmarła w Warszawie. Pochowano ją obok siostry na cmentarzu Bródnowskim (sektor 65G-3-25). 

## La circulation des élites en France
Jej praca La circulation des élites en France była jednym z dwóch doktoratów, których opiekunem był Vilfredo Pareto. Oceniał on bardzo wysoko jej osiągnięcia naukowe. Z uznaniem cytował jej pracę Trattato di socjologia generale. Była również cytowana przez Pitirima Sorokina. Jej praca o elitach jest uważana za pionierską w swoim temacie. Thomas Burton Bottomore uznał jej dokonania za najbardziej twórcze uzupełnienie oraz rozwinięcie myśli Pareto w zakresie wymiany elit.

## Ordery i odznaczenia
- Złoty Krzyż Zasługi (22 lipca 1947)[3]
- Srebrny Krzyż Zasługi (II RP)